# TT297

La tombe TT 297, est située à El-Assasif dans la vallée des Nobles, sur la rive ouest du Nil face à Louxor.
C'est la tombe d'Amenemopet (également appelé Djéhoutynefer, ou Thotnefer), scribe, compteur de grains d'Amon, surveillant des champs, à la XVIIIe dynastie.